# Kasumigaseki Country Club
Il Kasumigaseki Country Club (霞ヶ関カンツリー倶楽部?, Kasumigaseki kantsurī kurabu) è un campo da golf privato situato a Kawagoe, nella prefettura giapponese di Saitama.

## Storia
Il campo da golf fu inaugurato il 6 ottobre 1929 con l'apertura del percorso est, progettato da Kinya Fujita e Shiro Akahoshi. Il terreno venne fornito da Shohei Hocchi, fondatore e proprietario della banca Kurosu. All'inizio degli anni 1930 il percorso est fu ristrutturato secondo il progetto di Charles Hugh Alison. Il 12 giugno 1932 venne inaugurato il percorso ovest, realizzato su progetto di Kinya Fujita. Dopo la fine della seconda guerra mondiale, tra aprile 1945 e marzo 1952, il campo di golf fu requisito dalla United States Air Force. Nell'ottobre 1954 i lavori di rinnovo del percorso ovest su progetto di Seiichi Inoue vennero terminati.
Nel 1933, 1956, 1995 e 2006 il campo da golf ha ospitato il campionato open nazionale di golf e nel 1999 ha ospitato il campionato open nazionale femminile. Nel 1957 il percorso est è stato la sede della Coppa del mondo di golf (all'epoca denominata Canada Cup). Nel novembre 2017 il campo da golf ha ospitato l'incontro diplomatico tra il primo ministro giapponese Shinzō Abe e il presidente statunitense Donald Trump.
Nel marzo 2015 il Kasumigaseki è stato ufficialmente approvato dal CIO come sede del torneo di golf dei Giochi della XXXII Olimpiade e a maggio sono iniziati i lavori di rinnovo del percorso est su progetto di Tom & Logan Fazio, terminati nell'ottobre 2016. Dopo uno slittamento di un anno a causa della pandemia di COVID-19, dal 29 luglio al 7 agosto 2021 il campo da golf ha ospitato il torneo olimpico di golf maschile e femminile.

## Percorso
Il campo da golf ha in totale 36 buche. Il percorso est ha 18 buche, un par di 71 e una lunghezza di 6 827 metri. Il percorso ovest ha 18 buche, un par di 73 e una lunghezza di 6 508 metri.
| Buca  | Par   | Metri |      | Buca | Par   | Metri |
| ----- | ----- | ----- | ---- | ---- | ----- | ----- |
| 1     | 4     | 365   | 10   | 3    | 154   |       |
| 2     | 4     | 340   | 11   | 4    | 399   |       |
| 3     | 4     | 390   | 12   | 4    | 423   |       |
| 4     | 3     | 183   | 13   | 4    | 345   |       |
| 5     | 5     | 539   | 14   | 5    | 522   |       |
| 6     | 4     | 329   | 15   | 4    | 359   |       |
| 7     | 3     | 177   | 16   | 3    | 169   |       |
| 8     | 5     | 520   | 17   | 4    | 295   |       |
| 9     | 4     | 407   | 18   | 4    | 399   |       |
| Front | Front | 3 250 | Back | Back | 3 065 |       |

| Buca  | Par   | Metri |      | Buca | Par   | Metri |
| ----- | ----- | ----- | ---- | ---- | ----- | ----- |
| 1     | 4     | 373   | 10   | 5    | 496   |       |
| 2     | 4     | 312   | 11   | 3    | 187   |       |
| 3     | 5     | 459   | 12   | 4    | 348   |       |
| 4     | 3     | 149   | 13   | 5    | 469   |       |
| 5     | 4     | 340   | 14   | 4    | 330   |       |
| 6     | 5     | 509   | 15   | 5    | 505   |       |
| 7     | 3     | 205   | 16   | 3    | 132   |       |
| 8     | 4     | 369   | 17   | 4    | 347   |       |
| 9     | 4     | 379   | 18   | 4    | 389   |       |
| Front | Front | 3 095 | Back | Back | 3 203 |       |